# Династија Мекленбург
Династија Мекленбург је немачка племићка и владарска породица, словенског порекла, која је владала округом Мекленбург у североисточној Немачкој. Бивши краљ Шведскe (1364–1389), Албрект Шведски (1338–1412), бивша регентица Руског царства (1740–1741), Ана Леополдовна (1718–1746) и бивша краљица Холандије (1948–1980), Јулијана од Холандије (1909–2004) били су припадници ове династије.

## Историја династије Мекленбург

### Период до 13. века
Династију Мекленбург је основао словенски бодрићки кнез Прибислав Бодрић (~1130–1178), један од синова кнезa Никлота Бодрића, 1167. године, променивши име породице у Мекленбург   , после бројних ратова против немачких и данских владара, ради мимикрирања у нову средину. Његови потомци су се с временом германизовали. 

### Династија Мекленбург данас
Династија Мекленбург-Шверин је изумрла по мушкој линији, 31. јула 2001. смрћу наследног великог војводе Фридриха Францa од Мекленбург-Шверина (1910–2001), најстаријег сина и наследника последњег великог војводе, Фридриха Францa IV (1882–1945).
Преостали чланови куће Мекленбург-Шверин су ћерке војводе Кристијана Лудвига, другог сина великог војводе, Фридриха Францa IV, војвоткиње Доната (рођена 1956) и Едвина (рођена 1960).
Са изумирањем Шверина, Мекленбург-Стрелиц је сада једина преживела грана куће Великог војводе по мушкој линији. Тренутни шеф ове куће је Борвин, војвода од Мекленбурга. Његов деда је био гроф Георг од Карлоуа, морганатски син војводе Георгa Александра од Мекленбурга (1859–1909). Георга је 1928. усвојио његов стриц, војвода Kарл Михаел од Мекленбурга, шеф куће Мекленбург-Стрелиц. Затим је преузео титулу и стил „Његово Свето Височанство војвода од Мекленбурга“, што је потврдио шеф царске куће Русије, велики кнез Кирил Владимирович (1876–1938) 18. јула 1929, а признао 23. децембра велики војвода Фридрих Франц IV. од Мекленбург-Шверина. Наследио је свог стрица на месту старешине 6. децембра 1934.  и добио је стил Височанства 18. децембра 1950. године.
Поред војводе Борвина, садашњи чланови куће Мекленбург-Стрелиц су и његова супруга војвоткиња Алиса (рођена Вагнер 1959), њихова деца војвоткиња Олга (рођена 1988), војводе Александар (рођен 1991) и Михаил (рођен 1994) и његове сестре, војвоткиње Елизабет Кристин (рођена 1947), Мари Кетрин (рођена 1949) и Ирена (рођена 1952).

## Референцe
1. 1 2  MecklenburgInhaberHinterzarten, Borwin H. zu MecklenburgHerzog zu. „Borwin H zu Mecklenburg - Inhaber - Herzog zu Mecklenburg”. XING.
2. 1 2 3  „A letter by Duke Georg Borwin of Mecklenburg”. Архивирано из оригинала 2011-07-19. г. Приступљено 2008-03-20.
3. 1 2 3  Notiert, Kurz (2006-02-12). „Saisoneröffnung auf Gedenkstätte an Preußenkönigin Luise”. MV-Zeitung. Архивирано из оригинала 2007-09-28. г. Приступљено 2008-03-20.
4. ↑  „Juliana queen of The Netherlands”. Britannica. Приступљено 18. 1. 2021.(језик: енглески)
5. ↑  „Juliana of the Netherlands”. New World Encyclopedia. Приступљено 18. 1. 2021.(језик: енглески)
6. ↑  Christiansen, стр. 61
7. ↑  Herrmann, стр. 356
8. 1 2  Leciejewicza, pod redakcją Lecha (1988). Mały słownik kultury dawnych Słowian (Wyd. 2. изд.). Warszawa: Wiedza Powszechna. ISBN 978-83-214-0499-8.
9. ↑  (HCS XCVIII), p. 255
10. ↑  House laws of Mecklenburg
11. ↑  Mecklenburg-Strelitz, Beiträge zur Geschichte einer Region. стр. 191.
12. 1 2 3  L'Allemagne Dynastique, Tome VI : Bade-Mecklembourg. стр. 235.
13. ↑  Mecklenburg-Strelitz, Beiträge zur Geschichte einer Region. стр. 188—189.